# Andrew Porter (musique)
Pour les articles homonymes, voir Andrew Porter et Porter.
Andrew Brian Porter (Le Cap, 26 août 1928 – Londres, 3 avril 2015) est un critique musical, érudit, organiste et directeur d'opéra britannique.

## Biographie
Porter naît au Cap, en Afrique du Sud et étudie l'orgue à l'University College, d'Oxford, à la fin des années 1940. Ensuite, il commence la critique musicale pour divers journaux de Londres, notamment The Times et The Daily Telegraph. En 1953, il rejoint le Financial Times, où il sert en tant que chef critique jusqu'en 1972. Stanley Sadie, dans l'édition de 2001 du Grove Dictionary of Music and musicians, écrit que Porter « A construit une tradition distinctive de la critique, avec des avis plus longs que ce qui était habituel dans les journaux britanniques, basé sur son style littéraire élégant et ample, et toujours informé par une connaissance de l'histoire de la musique et des textes d'érudition ainsi que d'une large gamme de sympathies ».
En 1960, Porter est nommé rédacteur en chef de The Musical Times. En 1972 et 1973, il sert en tant que critique musical du New Yorker. Et de nouveau en 1974, restant à la critique musical jusqu'à son retour à Londres, en 1992. Ses écrits pour le New Yorker ont gagné le respect de personnalités de premier plan dans le monde de la musique. En 1974, le compositeur et critique Virgil Thomson, commente l'état de la critique musicale et déclare : « Aucun critique en Amérique n'a l'autorité pour [l'opéra] comme Porter. Le New Yorker n'a jamais eu non plus accès à travers la musique d'un esprit si distingué ». Notamment avec les opéras qui lui sont inconnus, Porter exerce une diligence supplémentaire dans la préparation de ses revues. Selon Opera News : « Lors d'une revue d'un opéra qui était nouveau pour lui, comme le « Macbeth » de Bloch, il pouvait assister à trois spectacles avant qu'il ne se sente prêt à écrire sur le sujet ; il est retourné régulièrement à des productions pour affiner son point de vue et il a examiné presque toutes les musiques seulement après avoir étudié la partition ».
Dans ses dernières années, Porter a écrit pour The Observer, Opera et le supplément littéraire du Times.
Porter a traduit en anglais, 37 livrets d'opéras, notamment, Der Ring des Nibelungen et La Flûte enchantée qui ont été largement interprétés. Il a dirigé également plusieurs opéras, soit pour des performances pleinement mise en scène ou de semi-mise en scène. Il est l'auteur des livrets de La Tempête, de John Eaton, d'après Shakespeare et The Song of Majnun de Bright Sheng, basé sur une ancienne histoire Perse.
En tant que chercheur, Porter a notamment découvert des parties supprimées du Don Carlos de Verdi, à la bibliothèque de l'Opéra de Paris, permettant la restauration de la version originale de l'œuvre. Porter a été consultant en 1996, pour la production au Théâtre du Châtelet, qui a utilisé l'édition critique intégrant ses recherches.
En 2003, Porter est honoré avec la publication d'un festschrift : Words on Music: Essays in Honor of Andrew Porter on the Occasion of His 75th Birthday (Mots sur la musique : Essais en l'honneur d'Andrew Porter à l'occasion de son 75e anniversaire).
Porter meurt d'une pneumonie, le 3 avril 2015. Sa sœur jumelle étant la seule survivante de sa famille. Jusqu'au dernier moment, il continue à assister à des spectacles, notamment l'un des Maîtres chanteurs de Nuremberg, malgré la maladie. Ses deux dernières revues pour le magazine Opera, étaient à propos de Gaetano Donizetti, avec Il furioso all'isola di San Domingo et I pazzi per progetto, envoyées au journal, quelques heures avant son décès.

## Ouvrages
- A Musical Season: A Critic from Abroad in America, Viking Press (1974),  (ISBN 0-670-49650-2)
- The Ring of the Nibelung (translation), Norton (1976)  (ISBN 0-393-02192-0)
- Music of Three Seasons, 1974–1977, Farrar, Straus and Giroux (1978),  (ISBN 0-374-21646-0)
- Music of Three More Seasons, 1977–1980, Knopf (1981),  (ISBN 0-394-51813-6)
- Verdi's Macbeth: A Sourcebook (with David Rosen), Cambridge University Press (1984),  (ISBN 0-521-26520-7)
- Musical Events: A Chronicle, 1980–1983, Summit Books (1987),  (ISBN 0-671-63538-7)
- Musical Events: A Chronicle, 1983–1986, Summit Books (1989),  (ISBN 0-671-63539-5)